# A Fistful Of...4-Skins
A Fistful of...4-Skins drugi je album engleskog punk rock/oi! sastava The 4-Skins. Objavio ga je Secret Records lipnja 1983. godine. U usporedbi s prijašnjim albumom, „A Fistful Of...4-Skins” imao je sporiji, teži, više melodičan zvuk na osnovama hard rocka.
Naslov albuma je šaljiva aluzija na legendarni špageti-vestern Sergija Leonea Za šaku dolara (eng. „A Fistful of Dollars”).

## Popis pjesama[1]
| 1.    | »5 More Years«          | 3:20 |
| 2.    | »Waiting for a Friend«  | 3:36 |
| 3.    | »Johnny Go Home«        | 2:59 |
| 4.    | »Gambler«               | 3:30 |
| 5.    | »I'll Stick to My Guns« | 2:53 |
| 6.    | »On File«               | 3:56 |
| 7.    | »Forgotten Hero«        | 4:01 |
| 8.    | »Spy from Alaska«       | 2:57 |
| 9.    | »H.M.P«                 | 3:10 |
| 10.   | »No Excuse«             | 3:33 |
| 11.   | »Betrayed«              | 3:40 |
| 12.   | »City Boy«              | 3:51 |
| 13.   | »New War«               | 4:10 |
| 14.   | »On the Streets«        | 2:46 |
| 15.   | »Saturday« (Demo)       | 3:05 |
| 51:34 |                         |      |

## Sastav benda u vrijeme snimanja[1]
- Roi Pearce – vodeći vokal
- Hoxton Tom McCourt – bas gitara, vodeći vokal na "New War"
- Ian Bransom – bubnjevi
- Paul Swain – gitara
- Keith Bollock Brother – pozadinski vokal
- Neil Barker – pozadinski vokal